# Малоперещепинська волость
Малоперещепинська волость — адміністративно-територіальна одиниця Костянтиноградського повіту Полтавської губернії з центром у селі Мала Перещепина.
Старшинами волості були:
- 1900 року Іван Тихонович Хоменко[1];
- 1904 року С.С.Карпенко[2];
- 1913—1915 роках Ігнат Іванович Ірза[3],[4].